# Coteaux-bourguignons
Le coteaux-bourguignons est un vin français d'appellation d'origine contrôlée (AOC), produit en rouge, en rosé, et en blanc. Jusqu'en 2011, il s'est appelé bourgogne ordinaire ou bourgogne grand-ordinaire (abrégé parfois en BGO).
Il s'agit d'une AOC régionale, commune à tout le vignoble de Bourgogne et du Beaujolais : ce vin peut être produit dans les départements de l'Yonne, de la Côte-d'Or, de Saône-et-Loire et du Rhône.

## Historique
Le décret du 31 juillet 1937 reconnait comme appellation d'origine contrôlée (AOC) le « bourgogne grand ordinaire » ou « bourgogne ordinaire », un vin d'entrée de gamme qui peut être produit sur tout le vignoble de Bourgogne. Par le décret du 23 novembre 2011, ce vin est renommé « coteaux-bourguignons », dans le but de le défaire de sa mauvaise image.
Le cahier des charges de l'appellation a été ensuite modifié en janvier 2013, puis en janvier 2024.

## Vignoble

### Présentation
Il s'agit d'une appellation régionale, pouvant être produite sur les départements de l'Yonne (54 communes), de la Côte-d'Or (91 communes), de Saône-et-Loire (154 communes) et du Rhône (85 communes). Son aire d'appellation est la même que les autres appellations régionales que sont le bourgogne, le bourgogne-passe-tout-grains, le bourgogne-mousseux et le crémant de Bourgogne.
Selon le service des Douanes, la superficie revendiquée en 2023 sous l'appellation est d'un total de 303 hectares, dont 205 en rouge, 83 en blanc et 14 ha en clairet (rosé). Il représentait[Quand ?] une superficie de 135 hectares avec 110 hectares pour faire des vins rouge et rosé, 25 hectares pour du vin blanc.

### Géologie
Ce sont des sols argilo-calcaires.

### Encépagement
Les cépages principaux autorisés par le cahier des charges de l'appellation pour faire du rouge sont le pinot noir, le gamay noir, ainsi que pour le seul département de l'Yonne le césar. Ils peuvent être complétés avec les cépages accessoires (limités à 10 % de l'encépagement) que sont l'aligoté, le chardonnay, le gamay de Bouze, le gamay de Chaudenay, le melon de Bourgogne, le pinot blanc et le pinot gris.
Pour faire du vin blanc, il s'agit du chardonnay, de l'aligoté, du melon de Bourgogne, du pinot blanc et du pinot gris.
Pour le coteaux-bourguignons rosé, les cépages principaux sont le gamay, le pinot gris et le pinot noir, ainsi que pour le seul département de l’Yonne, le césar ; les cépages accessoires sont l'aligoté, le chardonnay, le melon et le pinot blanc.

### Rendements
Le rendement est limité par le cahier des charges de l'appellation à un maximum de 64 hectolitres par hectare en rouge et de 72 hl/ha en blanc. Chaque année, ces rendements maximum peuvent être modifiés à la hausse ou à la baisse par un arrêté du ministère de l'Agriculture, dans la limite des rendements butoirs de l'appellation, fixés respectivement à 69 et 77 hl/ha.

## Vins
Les volumes de production sont[Quand ?] de 6 735 hectolitres de vins rouges et rosés, de 1 495 hectolitres de vins blancs.

### Gastronomie
Les vins rouges s'accordent bien avec des viandes blanches, des volailles, du lapin... Ils se servent entre 12 et 14 degrés et se gardent entre 2 et 5 ans.[réf. souhaitée]
Les vins blancs s'accordent bien avec du poisson, des fromages (gouda, comté par exemple)... Ils se servent entre 11 et 13 degrés et se gardent entre 1 et 3 ans.[réf. souhaitée]
Les vins rosés se servent entre 8 et 10 degrés et se gardent 1 à 2 ans environ.[réf. souhaitée]